# Norihiro Yamagishi
Norihiro Yamagishi (født 17. maj 1978) er en japansk fodboldspiller.